# 霍安·安东尼·莫雷诺
霍安·安东尼·莫雷诺（西班牙語：Joan Antoni Moreno，2000年4月4日—），西班牙男子皮划艇运动员，2023年世界皮划艇竞速锦标赛男子四人划艇500米金牌得主和男子单人划艇200米银牌得主、2024年夏季奥林匹克运动会男子双人划艇500米铜牌得主。